# Cục An ninh kinh tế (Việt Nam)
Cục An ninh kinh tế (A04) trực thuộc Bộ Công an Việt Nam là cơ quan đầu ngành tham mưu cho Đảng, Nhà nước về công tác đảm bảo an ninh kinh tế.

## Lịch sử
Theo Nghị định số 01/NĐ-CP ngày 6 tháng 8 năm 2018 quy định về chức năng, nhiệm vụ, quyền hạn và cơ cấu tổ chức bộ máy của Bộ Công an. Sau khi giải thể các Tổng cục, Cục An ninh kinh tế được thành lập trên cơ sở hợp nhất một số cục và trực thuộc Bộ Công an.

## Lãnh đạo hiện nay

#### Cục trưởng
- Trung tướng Nguyễn Sỹ Quang, Bí thư Đảng ủy Cục, Cục Trưởng Cục An ninh Kinh Tế

#### Phó Cục trưởng
- Thiếu tướng Bùi Trọng Thế
- Đại tá Đặng Gia Bảo
- Đại tá Nguyễn Quốc Ninh
- Thiếu tướng Đỗ Quang Phương
- Đại tá Phạm Mạnh Hùng
- Đại tá Nguyễn Mạnh Toàn

## Tổ chức
- Phòng Tham mưu (Phòng 1)
- Phòng Chính trị - Hậu cần (Phòng 2)
- Phòng An ninh công thương (Phòng 3)[5]
- Phòng An ninh kinh tế nông, lâm, ngư nghiệp[6]
- Phòng An ninh tài chính, đầu tư
- Phòng An ninh tiền tệ[7]
- Phòng An ninh giao thông, xây dựng
- Phòng An ninh năng lượng (Phòng 8)[8]
- Phòng An ninh doanh nghiệp ngoài nhà nước (Phòng 9)

## Lãnh đạo qua các thời kỳ

### Cục trưởng
- Trung tướng Đường Minh Hưng, từ 8.2018–8.2019, nguyên Phó Tổng cục trưởng Tổng cục I
- Trung tướng Nguyễn Đình Thuận, từ 8.2019–nay, nguyên Phó Cục trưởng A04

### Phó Cục trưởng
- Đại tá Trương Hồng Hải
- Đại tá Lê Vinh
- Đại tá Hoàng Ngọc Tú
- Đại tá Đào Văn Chương
- Đại tá Nguyễn Xuân Hiền[9]
- Thiếu tướng Lê Huỳnh Quốc, từ 8.2018–nay, nguyên Phó Cục trưởng A84
- Đại tá Đỗ Triệu Phong, từ 8.2018–6.2020, sau là Giám đốc Công an tỉnh Kiên Giang (7/2020–2/2022)[10] và hiện là Cục trưởng A08[11][12]